# Hans Burgkmair

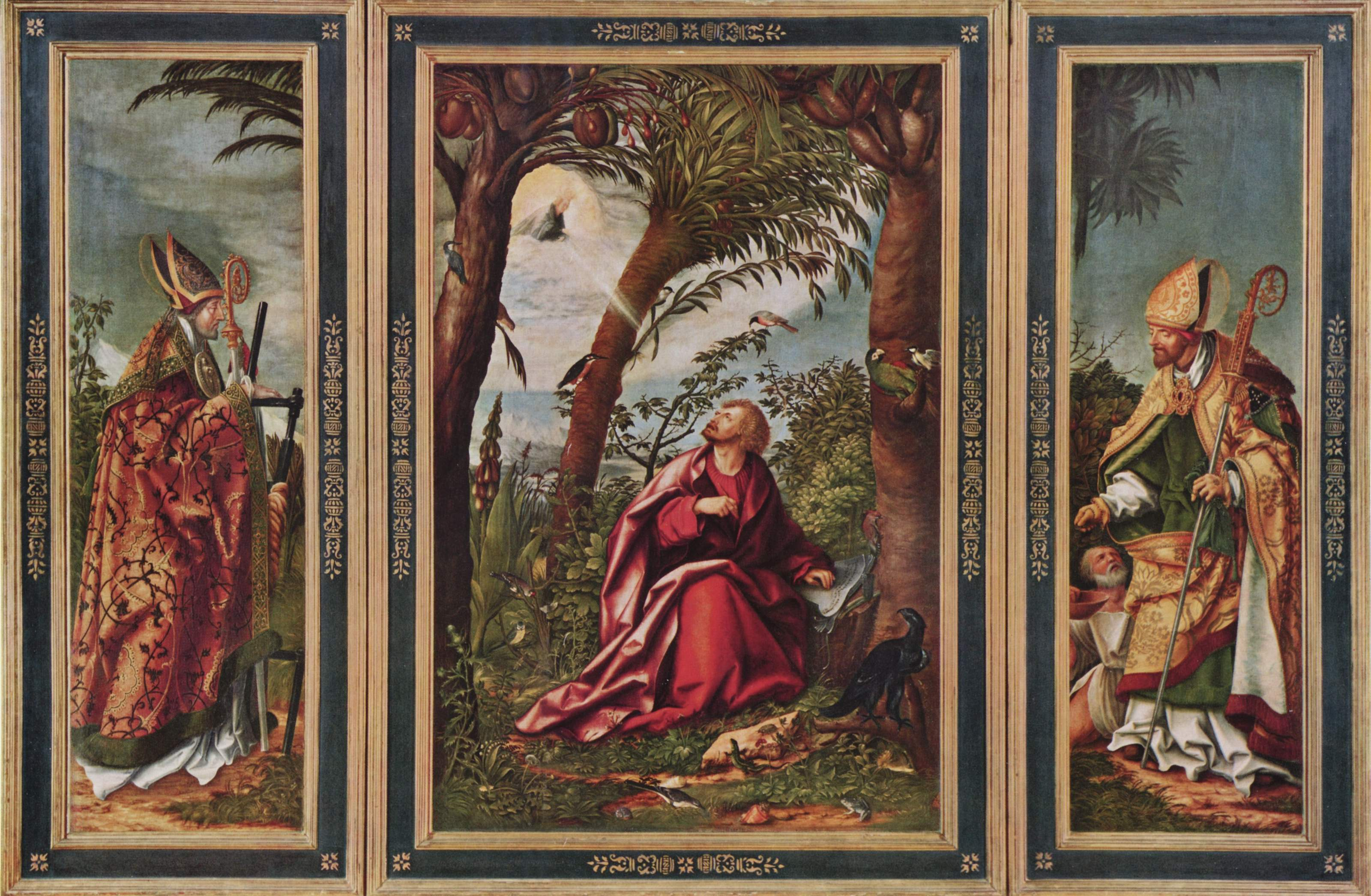
Retaule de Sant Joan, obra de Hans Burgkmair el Vell.

Hans Burgkmair el vell, Augsburg, Alemanya, 1473-1531. Fou un pintor i gravador alemany.
Va ser fill i pare de pintors. Des del 1488 va ser deixeble de Martin Schongauer a Colmar, qui va morir abans que Burgkmair completés el període normal d'aprenentatge.
Pot ser que visités Itàlia en aquella època, i és segur que ho va fer el 1507, el que va influir profundament en el seu estil. Des del 1491 va treballar a Augsburg, on va assolir el rang de mestre i va obrir el seu propi taller el 1498.
L'expert Hollstein va catalogar 834 gravats dissenyats per Burgkmair, la majoria per a llibres i il·lustracions, encara que més de cent eren pàgines soltes. Els millors mostren un gran talent per a les composicions, i una barreja, no sempre completament fructífera, entre les formes del renaixement i l'estil alemany subjacent. Des del 1508 Burgkmair va passar la major part del seu temps treballant en projectes de gravat sobre fusta de l'emperador Maximilià I fins a la mort d'aquest el 1519. En aquesta època es va tractar amb Dürer. Fou responsable de prop de la meitat de les 135 impressions del Triomf de Maximilià, grans i plenes de personalitat. També va realitzar la majoria de les il·lustracions del Weiss Kunig, ("El rei blanc") i de Theurdank ("El cavaller Theuerdank"), juntament amb Leonhard Beck.
Va ser un innovador important del gravat en clarobscur, i sembla que va ser el primer d'emprar un bloc tonal, a una impressió de 1508. El seu Amants sorpresos per la mort (1519) és la primera impressió en clarobscur fent servir aquests tres blocs i també la primera impressió que va ser dissenyada per imprimir-se només a un color, car el bloc de línia per si mateix no produiria una imatge satisfactòria. Altres impressions en clarobscur d'aquestes dates de Baldung i Cranach tenien blocs de línia que podrien i eren impresos per si mateixos. Va produir un rascat, Venus i mercuri (1520), rascat en una làmina d'acer.
Burgkmair va ser també un pintor reeixit, principalment d'escenes religioses i retrats de ciutadans d'Augsburg i membres de la cort de l'emperador. A les galeries de Múnic i Viena es troben exemples del seu treball, acabats primmirada i sòlidament. Els seus retrats s'acomoden al gust modern millor que els seus treballs religiosos, encara que tots mostren un colorit càlid i formes harmòniques que delaten influències italianes.
La seva única pintura coneguda a Espanya és "L'enterrament de Crist" del Museu Thyssen-Bornemisza.